# Bultrugzalm
De bultrugzalm of roze zalm (Oncorhynchus gorbuscha) is een straalvinnige vis uit de familie van de echte zalmen (Salmonidae) en behoort derhalve tot de orde van zalmachtigen (Salmoniformes).

## Kenmerken
De bultrugzalm is de kleinste van de anadrome Pacifische zalmen. Zij wordt maximaal 76 cm lang en weegt dan tot 6,8 kg. Over het algemeen worden ze niet ouder dan twee jaar en zijn ze 40 tot 50 cm lang en twee tot drie kilo zwaar.
De op zee verblijvende zalm is zilverkleurig met een groenblauwe rug.
Als ze de rivier optrekken krijgen de mannetjes een heel kenmerkende hoge bult voor de rugvin. Kenmerkend zijn de grote zwarte vlekken op de rug en op de twee staartlobben. De hoogst geregistreerde leeftijd is drie jaar

## Verspreiding en leefgebied
Het is een soort die voorkomt van de Noordelijke IJszee en de Oostelijke Stille Oceaan (Alaska en de Aleoeten) tot voor de Californische kust. In juli 2021 werd voor het eerst in Nederland aan de buitenzijde van de Haringvlietdam de bultrugzalm waargenomen. In juni 2023 werd melding gemaakt van DNA-sporen van de bultrugzalm in de Belgische Maas 

## Leefwijze
De bultrugzalm is een anadrome vis, die slechts kort op zee verblijft. Ze voeden zich met zandspiering en andere vissen en kreeftachtigen, zoals garnalen. De bultrugzalm is de kleinste van de naar zee trekkende Pacifische zalmen. 

## Voortplanting
In juli trekken ze de rivieren op. Ze paaien van augustus tot september. Ze leggen ongeveer 1500 eieren in grindkuilen gegraven in snelstromende gedeelten van de rivier. Onmiddellijk na het paaien sterven alle ouderdieren.
Na vier maanden komen de eieren uit, maar de larven komen pas uit het grind in het voorjaar, waarna ze onmiddellijk massaal naar zee trekken, in tegenstelling tot andere salmoniden, die eerst nog een territoriale fase van een jaar in zoet water doorbrengen. Na een verblijf van één tot twee jaar op zee trekken bultrugzalmen weer terug om te paaien.

## Consumptie
Bultrugzalm wordt meestal ingeblikt onder de naam roze zalm verkocht, maar wordt ook vers, gerookt, en bevroren aangeboden. Vooral in Japan is deze vissoort populair.

## Invasief
De bultrugzalm komt van oorsprong voort in de Stille Oceaan, waar hij een belangrijk deel uitmaakt van het ecosysteem. In de 20ste eeuw werd de zalm door Russische visserijbedrijven geïntroduceerd bij het schiereiland Kola om de productiviteit van de Barentszzee te verhogen. In 1960 begon de zalm toe te nemen in aantal en zich te verspreiden richting Noord-Noorwegen. Door de levenswijze van de bultrugzalm leidden achterblijvende zalmkarkassen na de voortplanting tot een enorme toename van nutriënten in Noorse rivieren. Invloed op biologische en chemische processen hiervan kan leiden tot een verhoogde primaire productie. Dit kan een cascade van effecten veroorzaken. De gemeenschap van micro-organismen kan veranderen, wat vervolgens weer effect heeft op de macro-invertebraten, dat dan weer effect heeft op vissen en andere grotere organismes in een rivier. Daarnaast kan de introductie van de invasieve zalm leiden tot concurrentie met de inheemse Atlantische zalm en nieuwe parasieten introduceren in het ecosysteem. Door klimaatverandering en de opwarming van de Barentszzee  zal de zalm naar verwachting verder zuidelijk trekken en meer rivieren in Finland, Zweden en Noorwegen gaan gebruiken voor zijn tweejaarlijkse migratiecycli. Naturtjenester, een Noorse natuurorganisatie, heeft geschat dat in 2023 bijna een miljoen bultrugzalmen de Noorse rivieren zullen intrekken.